# John West
John West (10 de abril de 1756 – Morant Bay, 17 de outubro de 1817) foi um matemático e sacerdote escocês.
Quarto filho de Samuel West e Margaret Mein, seu pai morreu em 1766. West matriculou-se na Universidade de St. Andrews em 1769 graças à ajuda financeira do secretário do presbitério Dr. Adamson. Ele, assim como seus irmãos, estudou matemática com o professor Nicolas Vilant.
Foi assistente do professor Vilant, que tinha problemas de saúde, mas sem perspectivas em sua terra natal, emigrou para a Jamaica em 1784, no mesmo ano em que foram publicados Elements of Mathematics e A System of Shorthand.
Na Jamaica inicialmente lecionou na Manning's Free School em Savanna-la-Mar na paróquia de Westmoreland.
Em 1790 foi apontado reitor da paróquia de Saint Thomas em Morant Bay, onde morreu em 1817.
Durante sua vida na Jamaica não abandonou seus estudos matemáticos, não obstante seu isolamento acadêmico.
Antes de morrer enviou o manuscrito de Mathematical Treatises para seu ex-aluno John Leslie, que o publicou em 1838.